# Medeas
Medeas é um filme de drama independente americano, italiano e mexicano de 2013, dirigido por Andrea Pallaoro e estrelado por Catalina Sandino Moreno e Brían F. O'Byrne.
É a estreia diretorial de Pallaoro.

## Sinopse
Em uma província rural americana, Ennis é um fazendeiro com cinco filhos que sofre com a seca, que cuida de sua esposa surda Christina, que o trai.

## Elenco
- Catalina Sandino Moreno como Christina
- Brían F. O'Byrne como Ennis
- Mary Mouser como Ruth
- Ian Nelson como Micah
- Maxim Knight como Jacob
- Jake Vaughn como Jonas
- Kevin Alejandro como Noah
- Patrick Birkett como Tobias
- Angel Amaral como Adam
- Tara Buck como Ada
- Granville Ames como Carl